# منتخب المكسيك تحت 19 سنة لكرة السلة
منتخب المكسيك تحت 19 سنة لكرة السلة هو ممثل المكسيك الرسمي في المنافسات الدولية في كرة السلة تحت 19 سنة.